# Храм Солнца (Конарак)
Храм бога солнца Сурьи (англ. Konark Sun Temple, хинди कोणार्क सूर्य मंदिर, ория ସୂର୍ଯ୍ୟ ମନ୍ଦିର, କୋଣାର୍କ), известный также как «Чёрная Пагода» — памятник XIII века в городе Конараке индийского штата Орисса, недалеко от побережья Бенгальского залива.
Храм был воздвигнут правителем Ориссы раджой Нарасимхадевой I в XIII веке, на берегу Бенгальского залива. За семь веков море отступило и храм оказался примерно в трёх километрах от побережья. В 1984 году храм включён в список всемирного наследия ЮНЕСКО за номером 246.
Здание до разрушения основной части имело высоту 75 м. Ансамбль храма состоит из трёх частей — танцевального павильона, где храмовые танцовщицы некогда исполняли ритуальные танцы, зала для молящихся — джагамохана и святилища — деула, которое ныне разрушено. Перед храмом находятся каменные фигуры — семь коней и колесница с двенадцатью колёсами. В храме находится множество изображений и скульптур, в основном — на любовную и эротическую тематику. Многие конструкции храма частично разрушены либо законсервированы.
Несмотря на то, что храм Сурьи некоторое время был заброшен, к нему продолжали и продолжают совершать паломничества. Толпы людей стекаются сюда, чтобы встретить восход седьмого дня светлой половины месяца магх (соответствует концу января — началу февраля). В этот день по древней традиции отмечался праздник Парамасура — праздник Высшего Сурьи.